# Route régionale 25 (Tunisie)
Pour les articles homonymes, voir Route 25.
La route régionale 25 ou RR25, parfois appelée « voie X20 »,, est un axe routier secondaire de Tunisie qui relie la route régionale 31 au niveau d'Ettadhamen-Mnihla à la route nationale 8 au niveau de Riadh El Andalous près de l'Ariana.